# Scelio flavocinctus
Scelio flavocinctus är en stekelart som beskrevs av Jean-Jacques Kieffer 1910. Scelio flavocinctus ingår i släktet Scelio och familjen Scelionidae. Inga underarter finns listade i Catalogue of Life.